# Hammastunturin Erämaa
Hammastunturin Erämaa este o arie protejată (arie specială de conservare — SAC, sit de importanță comunitară — SCI) din Finlanda întinsă pe o suprafață de 154.778 ha, integral pe uscat.

## Localizare
Centrul sitului Hammastunturin Erämaa este situat la coordonatele 68°33′47″N 26°38′36″E / 68.5631°N 26.6433°E.

## Înființare
Situl Hammastunturin Erämaa a fost declarat sit de importanță comunitară în august 1998 pentru a proteja 3 specii de plante și 4 specii de animale. Situl a fost protejat și ca arie specială de conservare în aprilie 2015.

## Biodiversitate
Situată în ecoregiunea boreală, aria protejată conține 17 habitate naturale: Ape oligotrofe din câmpii nisipoase, cu un conținut foarte redus de minerale (Littorelletalia uniflorae), Lacuri și iazuri distrofice naturale, Râuri naturale fino-scandinave, Pajiști alpine și boreale, Tufărișuri subarctice cu Salix spp., Pajiști boreale și alpine pe substrat silicios, Mlaștini turboase de tranziție și turbării mișcătoare, Izvoare fino-scandinave și mlaștini produse de izvoare bogate în minerale, Izvoare petrifiante cu formare de travertin (Cratoneurion), Mlaștini alcaline, Turbării Aapa, Pante stâncoase silicioase cu vegetație casmofită, Taiga vestică, Păduri nordice subalpine/subarctice cu Betula pubescens ssp. czerepanovii, Păduri fino-scandinave bogate în ierburi cu Picea abies, Mlaștini împădurite, Păduri aluvionare cu Alnus glutinosa și Fraxinus excelsior (Alno-Padion, Alnion incanae, Salicion albae).
La baza desemnării sitului se află mai multe specii protejate:
- plante (3): Moehringia lateriflora, Ranunculus lapponicus, ochii-șoricelului (Saxifraga hirculus)
- mamifere (2): gluton (Gulo gulo), vidră de râu (Lutra lutra)
- nevertebrate (2): Stephanopachys linearis, Stephanopachys substriatus

Pe lângă speciile protejate, pe teritoriul sitului au mai fost identificate 5 specii de plante, 10 specii de păsări, 1 specie de amfibieni, 7 specii de mamifere, 6 specii de pești.